# Ludwig Harz
Ludwig Harz (* 9. März 1858 in Rehme; † 1. Juli 1930 in Blankenburg) war ein preußischer Landrat.

## Leben
Ludwig Harz entstammte einer westfälischen Familie, die mit der Dortmunder Kaufmanns- und Hoteliersfamilie Brinkmann verschwägert war. Sein Vater war Kanzleirat am Land- und Stadtgericht in Aschersleben. Nach dem Reifezeugnis am Gymnasium Dortmund studierte Ludwig Harz an der Universität Heidelberg Jura und bestand die Prüfung zum Gerichts-Referendar und anschließender Ernennung zum Gerichts-Referendar im Juli 1880. Am 19. September 1883 wurde er Regierungs-Referendar bei der  Bezirksregierung Münster. Die Prüfung zum Regierungsassessor bestand er am 23. Oktober 1866 mit dem Ergebnis „gut“, so dass er am 4. November 1886 als Regierungsassessor bei der  Bezirksregierung Arnsberg eingestellt wurde. Am 11. Oktober 1890 wurde Harz definitiv zum Landrat des  Kreises Schwelm ernannt und blieb hier bis zum Eintritt in den Ruhestand am 1. April 1920 im Amt.
Ludwig Harz war Mitglied des  Provinziallandtags.

## Ehrungen
- Landwehrdienstauszeichnung II. Klasse
- Roter Adlerorden IV. Klasse
- Kronenorden III. Klasse
- Eisernes Kreuz II. Klasse am weiß-schwarzen Band